# (5575) Ryanpark
(5575) Ryanpark – planetoida z pasa głównego planetoid.

## Odkrycie i nazwa
Odkrył ją Henri Debehogne 4 września 1985 roku w Europejskim Obserwatorium Południowym. Nazwa planetoidy pochodzi od Sanga Parka (ur. 1978) – członka Laboratorium Napędu Odrzutowego, który uczestniczył w misji GRAIL. Przed nadaniem nazwy planetoida nosiła oznaczenie tymczasowe 1985 RP2.

## Orbita
(5575) Ryanpark obiega Słońce w średniej odległości 2,76 j.a. w czasie 5 lat i 153 dni.